# NUTS da Noruega
Como um membro da EFTA, Noruega (NO) não está incluído na Classificação das Unidades Territoriais Estatísticas (NUTS), mas de uma classificação semelhante usado para codificação de regiões estatísticas de países não fazem parte da UE, mas são países candidatos, potenciais candidatos e países da EFTA. Os três níveis são:
- nível 1 (equivalente ao NUTS nível 1): Noruega
- nível 2 (equivalente ao NUTS nível 2): 7 Regiões
- nível 3 (equivalente ao NUTS nível 3): 19 Condados

Os códigos são os seguintes:
NO0 Noruega
NO01 Oslo og Akershus
NO011 Oslo
NO012 Akershus
NO02 Hedmark og Oppland
NO021 Hedmark
NO022 Oppland
NO03 Sør-Østlandet
NO031 Østfold
NO032 Buskerud
NO033 Vestfold
NO034 Telemark
NO04 Agder og Rogaland
NO041 Aust-Agder
NO042 Vest-Agder
NO043 Rogaland
NO05 Vestlandet
NO051 Hordaland
NO052 Sogn og Fjordane
NO053 Møre og Romsdal
NO06 Trøndelag
NO061 Sør-Trøndelag
NO062 Nord-Trøndelag
NO07 Nord-Norge
NO071 Nordland
NO072 Troms
NO073 Finnmark
Abaixo dos níveis de síntese, há dois LAU n´veis (LAU-1: regiões econômicas LAU-2: Municípios).